# Allinge-Sandvig
Allinge-Sandvig är en tätort i Bornholms regionkommun i Region Hovedstaden i östra Danmark. Tätorten ligger på ön Bornholms norra sida och hade 1 517 invånare den 1 januari 2017.
Allinge och Sandvig är två städer som har vuxit ihop och som tidigare har utgjort en gemensam stadskommun. Allinge uppstod kring de naturliga klipporna längs kusten och Sandvig är ett gammalt fiskeläge som har sitt ursprung under medeltiden. Allinges hamn var färdigbyggd 1862, men blev redan 1872 ödelagd av en flodvåg. Sandvigs hamn byggdes mellan 1831 och 1833. Båda orterna har genom tiderna varit präglade av näraliggande Hammerknuden, varifrån granit brutits. Denna har sedan skeppats från både Allinge och Hammershus.
Kring 1900 började turismen få stor betydelse speciellt för Sandvig, som genom åren byggt upp ett antal hotell längs strandpromenaden. Sandvig var 1913–1953 slutstation för en järnväg från Rønne.
Mittemellan städerna finns ett antal hällristningar från bronsåldern, till exempel Madsebakke hällristningsområde.

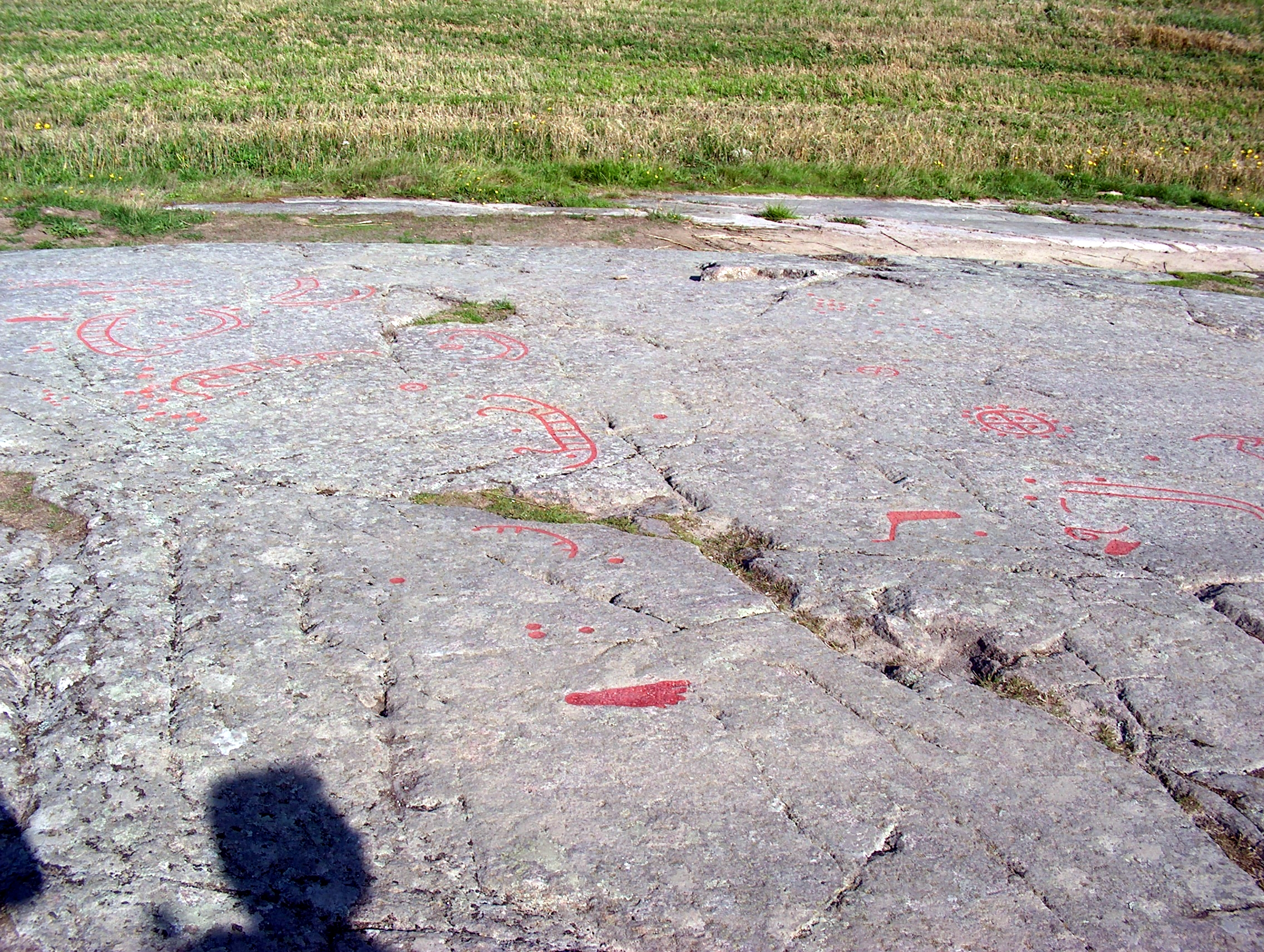
Madsebakkes hällristningar.